# Chevrolet Onix
Chevrolet Onix – samochód osobowy klasy subkompaktowej produkowany pod amerykańską marką Chevrolet od 2012 roku. Od 2019 roku produkowana jest druga generacja modelu.

## Pierwsza generacja

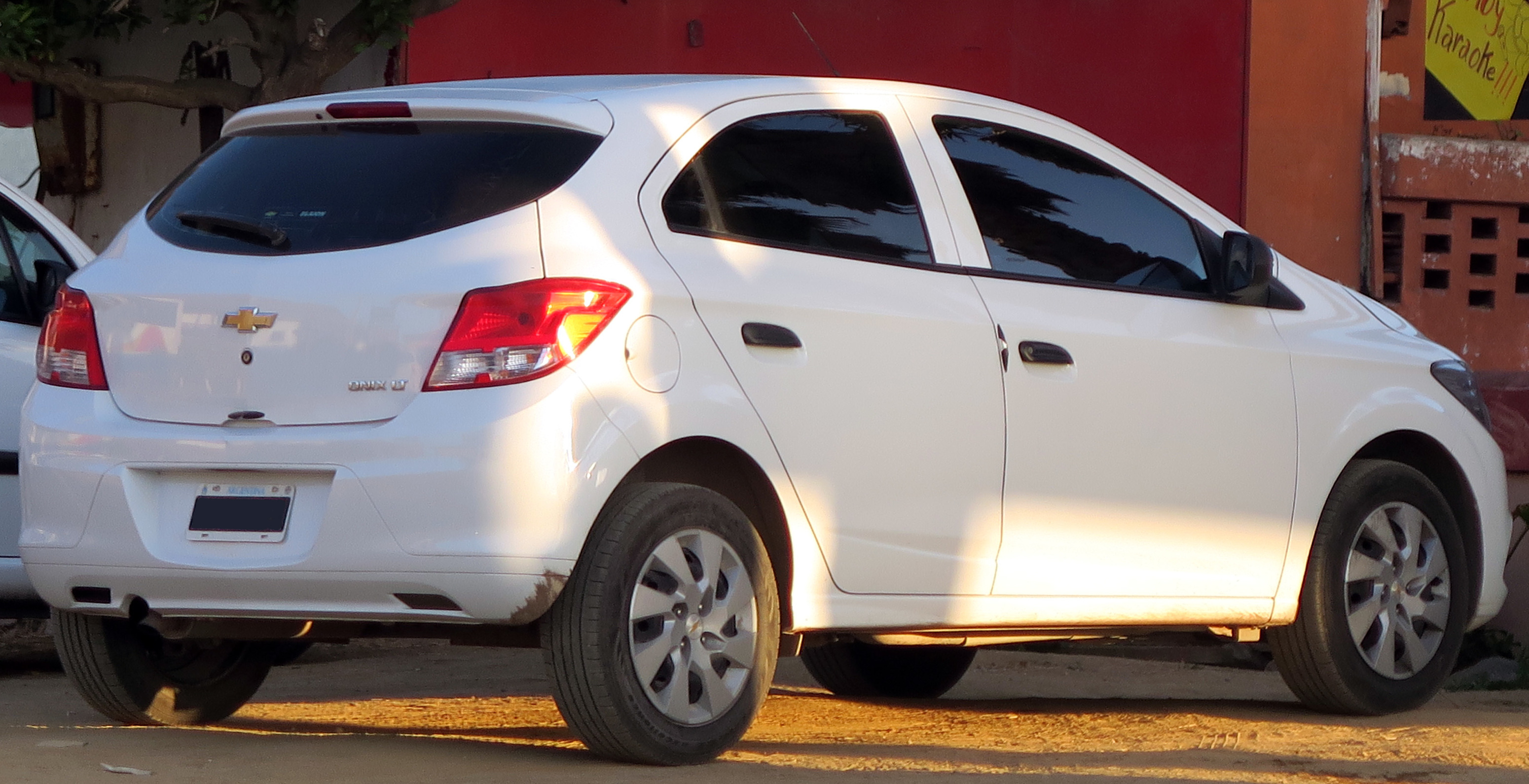
Chevrolet Onix I - tył

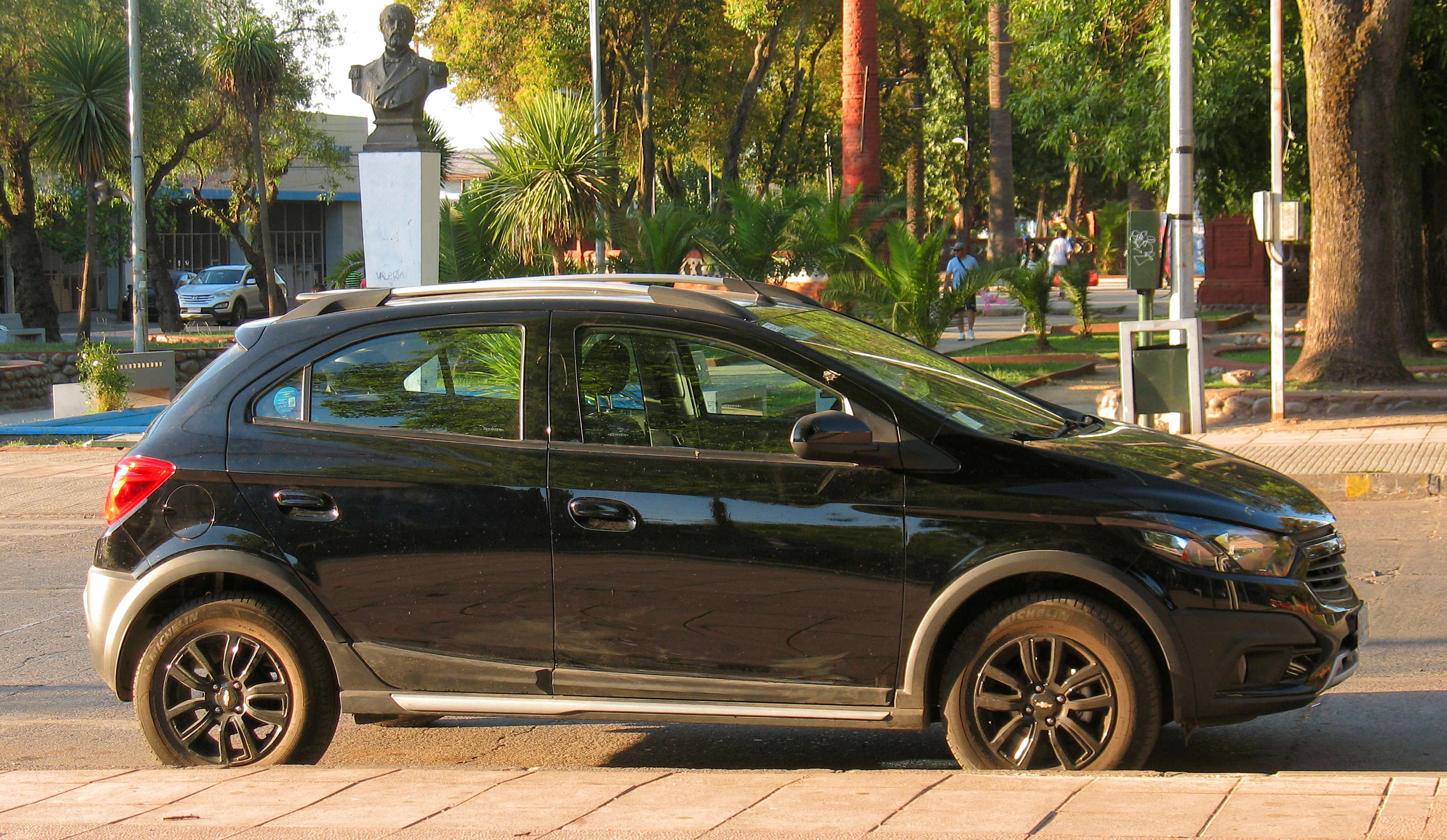
Chevrolet Onix I Activ po liftingu

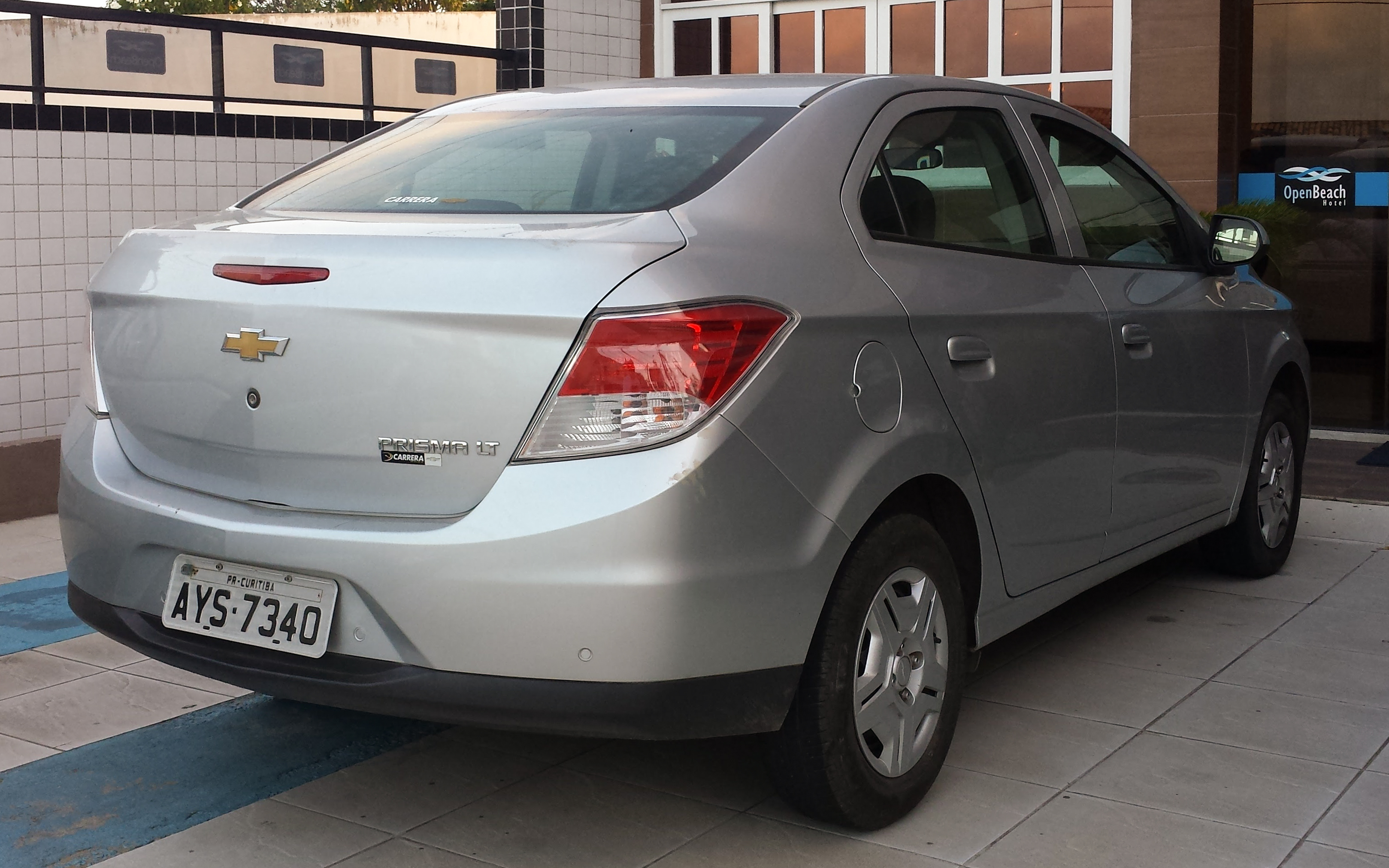
Chevrolet Prisma - wersja sedan

Chevrolet Onix I został zaprezentowany po raz pierwszy w 2012 roku.
Pierwsza generacja modelu Onix została opracowana przez brazylijski oddział General Motors jako budżetowy, miejski hatchback skierowany do klientów na rynkach Ameryki Południowej. W dotychczasowej, lokalnej ofercie producenta Onix zastąpił przestarzałe modele Corsa i Celta.
Oparty na platformie GEM koncernu General Motors, zyskał charakterystyczne, obłe proporcje nadwozia z ostro zarysowanymi reflektorami i przednim wlotem powietrza. Kokpit opracowano w estetyce nawiązującej do globalnych modeli Chevroleta, z ekranem dotykowym w konsoli centralnej umożliwiającym łączność z systemem MyLink. Wyposażenie podstawowej wersji obejmowało  m.in. 2 poduszki powietrzne ABS i wspomaganie układu kierowniczego.

### Lifting
W 2017 roku samochód przeszedł obszerną modernizację. Przemodelowano kształt wlotu powietrza, zderzaków oraz reflektorów i lamp, a także wnętrze pojazdu, w którym zamntowano większy ekran dotykowy z obsługą Android Auto i Apple CarPlay. Do wersji wyposażeniowych samochodu doszła specjalna wersja Onix Activ, stylizowana na crossovera, która otrzymała podwyższone zawieszenie, plastikowe osłony nadwozia i relingi dachowe.
Wraz z premierą drugiej generacji Oniksa w 2019 roku, Chevrolet zdecydował się pozostawić dotychczasowy model w produkcji. Zdecydowano się jedynie zmienić nazwę na Chevrolet Joy w przypadku wariantu hatchback, a także Chevrolet Joy Plus w przypadku wariantu sedan dotychczas noszącego nazwę Prism.

### Silniki
- R4 1.0l SPE4
- R4 1.4l SPE4

## Druga generacja

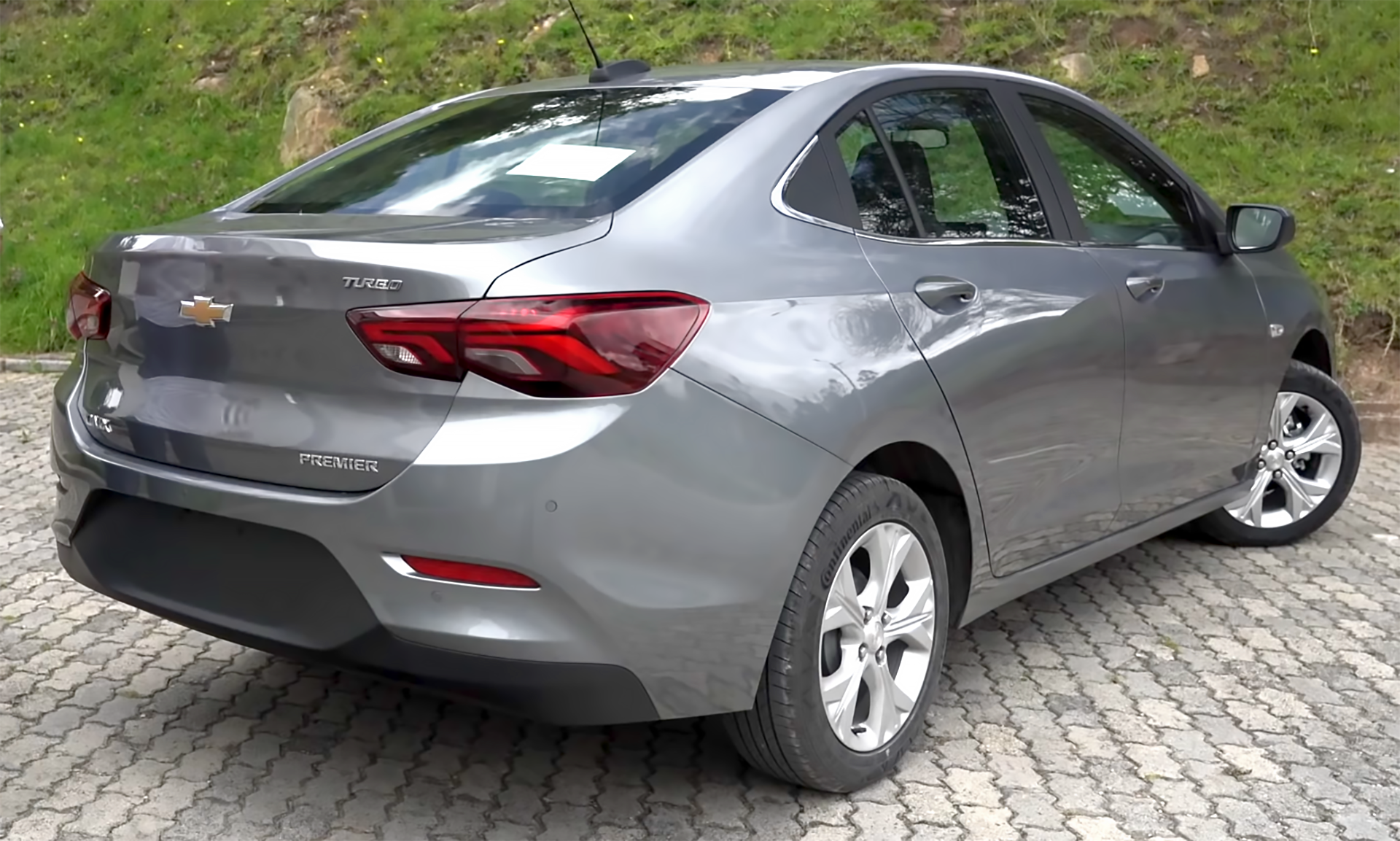
Chevrolet Onix II – tył

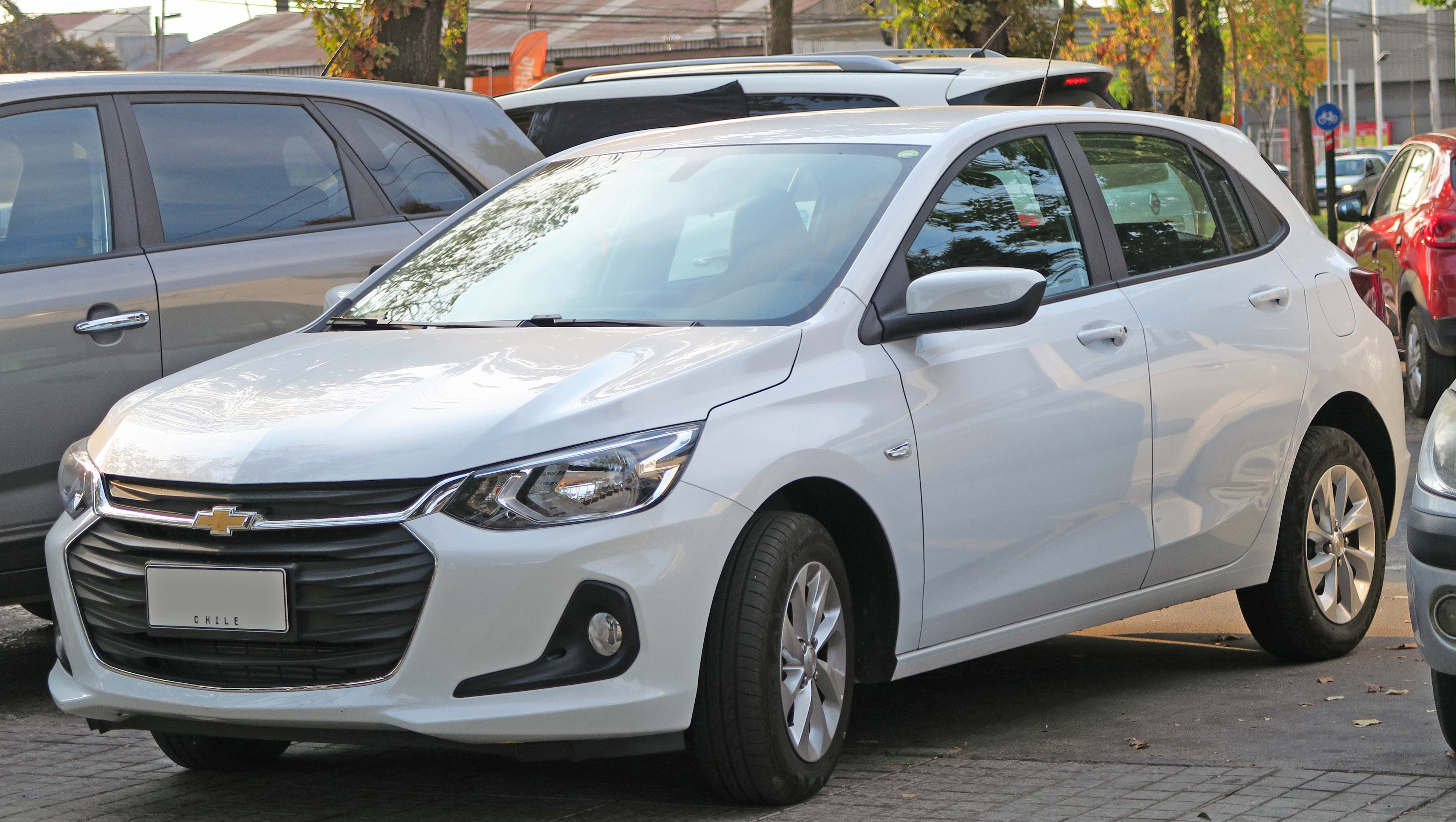
Chevrolet Onix II Hatchback

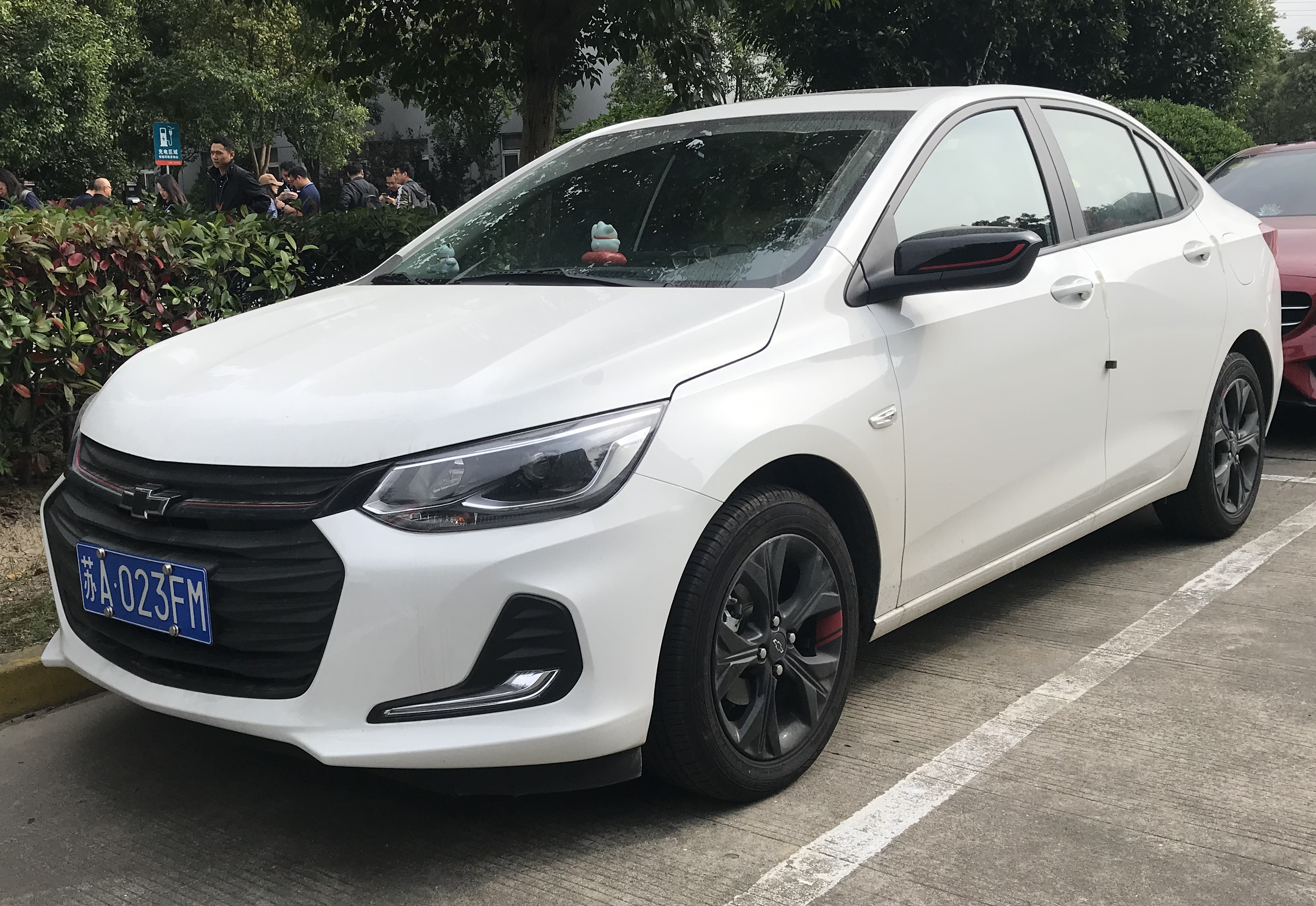
chiński Chevrolet Onix Black Label

Chevrolet Onix II został zaprezentowany po raz pierwszy w 2019 roku.
W przypadku drugiej generacji modelu Onix, Chevrolet zdecydował się poszerzyć jego zasięg rynkowy, a także włączyć do gamy nadwoziowej wariant sedan. Samochód opracowano na unowocześnionej platformie GEM koncernu General Motors wspólnie z pokrewnymi miejskimi modelami, na czele z crossoverem Tracker.
Pod kątem stylistycznym samochód zyskał znacznie przestronniejsze nadwozie z wyrazistyą stylizacją, zyskując duży wlot powietrza z przodu i obszerny, sześciokątny wlot powietrza. Nadwozie przyozdobiły przetłoczenia, z kolei tylna część nadwozia zyskała łagodnie opadającą linię dachu.
Wyposażenie podstawowej wersji pojazdu objęło m.in. ABS, ESP i 6 poduszek powietrznych. Opcjonalnie samochód może zostać wyposażony w m.in. system multimedialny z 7-calowym ekranem, usługę OnStar, czujniki parkowania, kamerę cofania czy też skórzaną tapicerkę.

### Sprzedaż
Druga generacja Oniksa trafiła w pierwszej kolejności do sprzedaży na rynku chińskim tuż po premierze w kwietniu 2019 na Shanghai Auto Show. Samochód oferowany jest tam tylko jako sedan, zastępując modele Aveo i Sail.
We wrześniu 2019 roku zasięg rynkowy Onixa II został poszerzny także o Amerykę Południową, gdzie ofertę uzupełnił także 5-drzwiowy hatchback wyróżniający się ściętym tyłem z szeroko rozstawionymi, umieszczonymi na krawędziach błotników lampami. W 2020 roku Chevrolet Onix II trafił do sprzedaży na kolejnych rynkach - w Meksyku oraz Kolumbii.

### Silniki
- R3 1.0l EcoTec
- R3 1.2l EcoTec